# Copa Bimbo 2009
La Copa Bimbo 2009 fue la primera edición de la Copa Bimbo disputada en su totalidad en el Estadio Centenario en Montevideo, Uruguay, entre los días 17 y 20 de enero de 2009. En esta edición participaron los siguientes equipos:
- Club Atlético Peñarol
- Club Nacional de Football
- Atlético Mineiro
- Cruzeiro Esporte Clube

(dos clásicos: uruguayo y el mineiro)

## Resultados
|  | Semifinales      | Semifinales |   |             | Final            | Final |  |
|  |                  |             |   |             |                  |       |  |
|  |                  |             |   |             |                  |       |  |
|  | 17 de enero      |             |   |             |                  |       |  |
|  | Cruzeiro         | 4           |   |             |                  |       |  |
|  | Atlético Mineiro | 2           |   |             |                  |       |  |
|  |                  |             |   |             |                  |       |  |
|  |                  |             |   |             | 21 de enero      |       |  |
|  |                  |             |   |             | Nacional         | 1     |  |
|  |                  | Cruzeiro    | 4 |             |                  |       |  |
|  |                  |             |   |             |                  |       |  |
|  |                  |             |   |             |                  |       |  |
|  |                  |             |   |             | Tercer puesto    |       |  |
|  | 17 de enero      | 17 de enero |   | 21 de enero | 21 de enero      |       |  |
|  | Peñarol          | 1           |   | Peñarol     | 1                |       |  |
|  | Nacional         | 2           |   |             | Atlético Mineiro | 4     |  |

### Semifinales
| 17 de enero, 19:00 | Cruzeiro                                                             | 4:2 (3:1) | Atlético Mineiro              | Estadio Centenario, Montevideo |                             |
|                    | Renán 17' (a.g.) · Fernandinho 38' (pen.) · Ramires 45' · Soares 90' | Reporte   | Diego Tardelli 36' (pen.) 67' | Árbitro(s): Jorge Larrionda    | Árbitro(s): Jorge Larrionda |

| 17 de enero, 22:10                | Peñarol   | 1:2 (1:1) | Nacional                       | Estadio Centenario, Montevideo |                           |
|                                   | Bueno 15' | Reporte   | Blanco 44' (pen.) · Romero 69' | Árbitro(s): Darío Ubriáco      | Árbitro(s): Darío Ubriáco |
| 40' Domínguez (N) · 68' Pérez (P) |           |           |                                |                                |                           |

### Tercer puesto
| 21 de enero | Peñarol    | 1:4 (0:1) | Atlético Mineiro                                                     | Estadio Centenario, Montevideo |                            |
|             | Franco 58' | Reporte   | Eder Luis 9' · Tardelli 55' (pen.) · Araujo 57' · Carlos Alberto 78' | Árbitro(s): Martín Vázquez     | Árbitro(s): Martín Vázquez |

### Final
| 21 de enero | Nacional   | 1:4 (1:4) | Cruzeiro                                                                  | Estadio Centenario, Montevideo |                             |
|             | Medina 29' | Reporte   | Elicarlos 8' · Ramires 25' · Thiago Ribeiro 36' · Wellington Paulista 39' | Árbitro(s): Roberto Silvera    | Árbitro(s): Roberto Silvera |
| Blanco      |            |           |                                                                           |                                |                             |

| Brasil                      |
| Campeón Cruzeiro 1er título |